# Кулагин, Николай Михайлович (зоолог)
Никола́й Миха́йлович Кула́гин (1859 или 1860, Смоленская губерния — 1940, Москва) — российский и советский зоолог, апиолог и пчеловод. Академик, профессор Сельскохозяйственной академии имени К. А. Тимирязева (с 1894) и МГУ.
Член-корреспондент Петербургской Академии наук (с 1913; РАН — с 1917; АН СССР — с 1925); член ВАСХНИЛ (1935) и АН Белорусской ССР (1934). Руководитель Комитета по охране памятников природы при Наркомпросе РСФСР (1919—1923).

## Биография
Родился в деревне Шиловичи Духовщинского уезда Смоленской губернии в семье священника. В вариантах автобиографий, а также в архивных документах в дате рождения имеются разночтения: в большинстве печатных изданий — 7 (19) января 1860 года; также 14 ноября 1860 (АРАН. — Ф. 445. — Оп. 7. — Д. 2. — Л. 16), 14 ноября 1859 (там же. — Л. 25); 15 ноября 1859 (там же. — Д. 14. — Л. 1об, 11 об. и в формулярном списке 1916 года: ЦИАМ. — Ф. 228. — Оп. 2. — Д. 318).
Начальное образование получил в Бельском духовном уездном училище, а среднее — в Смоленской духовной семинарии (1880). Сдав экзамен на аттестат зрелости при Смоленской классической гимназии, в августе того же года поступил на отделение естественных наук физико-математического факультета Московского университета. Занимался зоологией беспозвоночных в лаборатории профессора А. П. Богданова. Уже на 2-м курсе, в 1882 году он стал членом отделения пчеловодства Русского общества акклиматизации животных; активно участвовал в организации первой передвижной пчеловодной выставки.
В 1884 году окончил университет и в октябре того же года был утверждён в должности сверхштатного ассистента зоологического музея Московского университета (с сентября 1885 года — в штате; с 1889 года по 1894 год был хранителем музея). Одновременно в ноябре 1884 года он был назначен на должность преподавателя географии и естествоведения в московском Александровском училище.
В 1886 году он получил первую заграничную командировку, побывав в Константинополе; работал на берегах Босфора и Крыма, собирая материал по морской фауне. В марте 1889 года сдал магистерский экзамен в Санкт-Петербургском университете и после защиты диссертации «Материалы к естественной истории дождевых червей, встречающихся в России» в апреле 1890 года получил степень магистра зоологии и был утверждён приват-доцентом Московского университета и в этой должности оставался 21 год — вплоть до своего ухода из него в 1911 году в связи с делом Кассо.
С января 1890 года был директором Московского зоологического сада.
В августе 1894 года он стал адъюнкт-профессором Московского сельскохозяйственного института, а также (с ноября 1894 до ноября 1906) — помощником директора института К. А. Рачинского. В мае 1895 года H. М. Кулагин защитил докторскую диссертацию «Материалы по естественной истории паразитических перепончатокрылых (Platygaster, Mesochrus, Microgaster)» в Московском университете и в конце года был назначен штатным профессором по кафедре зоологии сельскохозяйственного института, заведовал которой до своей смерти. В 1913 году возглавил новообразованное при институте отделение рыбоведения.
Как помощник директора Московского сельскохозяйственного института, он отстаивал самостоятельность вуза; в 1911 году, в знак протеста против приказа министра просвещения Л. А. Кассо, в числе 120 профессоров и приват-доцентов МГУ, ушёл из университета. C 1912 года по 1922 год — профессор и декан естественно-исторического цикла Народного университета им. А. Л. Шанявского.
В октябре 1912 года он также был назначен сверхштатным ординарным профессором Московского коммерческого института. Преподавал мироведение в Медведниковской гимназии.
В 1913 году единогласно был избран членом-корреспондентом Петербургской Академии наук.
С 1906 года начал заниматься активной природоохранной деятельностью, возглавлял специальную экспедицию в Беловежскую Пущу с целью изучения причин сокращения численности беловежских зубров.

В настоящее время Беловежская Пуща Гродненской губ. входит вновь в состав Российской Федеративной Республики. Для охраны этого выдающегося памятника природы необходимо принять самые энергичные меры. Я, как один из бывших работников по изучению биологии зубров, населяющих Беловежскую пущу, беру на себя смелость просить Комиссариат народного просвещения, не найдет ли он возможным сделать распоряжение собрать данные о состоянии Пущи после войны. Эти данные лучше всего могли бы быть получены командировкой в Пущу комиссии Комиссариата народного просвещения. Затем может быть Комиссариат народного просвещения найдет возможным обсудить вопрос о сохранении Беловежской Пущи на будущие времена.
— Письмо в Наркомпрос РСФСР от 26 декабря 1918 г.  ЦГА России, Ф. 2307. —Оп. 2. — Д. 2. — Л. 39
С 1918 по 1931 год — заведующий отделом прикладной зоологии Политехнического музея.
В 1919 году вернулся в Московский университет уже на должность профессора и преподавал в нём до самой смерти; основал кафедру и лабораторию энтомологии биологического факультета университета, которой заведовал с 1925 по 1940 год.
С 1919 году он также возглавлял Комитет по охране памятников природы при Наркомпросе РСФСР, с 1923 года — секцию охраны природы Госплана РСФСР, с 1925 года — Государственный комитет по охране природы, в 1930-х гг. был членом Комитета по заповедникам. Член совета старейшин клуба Московского дома учёных (1924).
Умер в Москве 1 марта 1940 года. Похоронен на Введенском кладбище (3 уч.).

## Семья
Жена: Анна Юльевна (урожд. Губер), до 1917 года преподавала в женской гимназии, с 1920 года — преподаватель немецкого языка Тимирязевской сельскохозяйственной академии.
Дети: Михаил (1896) и Сергей (1898—1962)

## Награды и звания
- орден Трудового Красного Знамени (21.10.1939)
- Заслуженный деятель науки РСФСР

## Научная деятельность
Автор более 300 научных работ.
Основные труды по пчеловодству и методам борьбы с насекомыми — вредителями сельскохозяйственных культур. Ряд работ по эволюции животного мира, размножению и наследственности животных. Автор первой русской монографии по дождевым червям и ряда работ о млекопитающих (зубр, лось).
Занимался:
- анатомией и гистологией паразитических червей, комаров, репродуктивных органов позвоночных животных,
- эмбриологией саранчовых,
- фауной соленых озёр,
- изучением влияния температуры и влажности на организмы,
- явлениями зимней спячки,
- проблемой физиологии старения и смерти,
- вопросами наследственности,
- теорией эволюции,
- теорией происхождения домашних животных,
- теорией охраны и вымирания видов.

Важнейшие работы Кулагина:
- «Материалы по естественной истории дождевых червей, встречающихся в России (сем. Lumbricidae)» («Известия Общества любителей естествознания etc.», т. LVIII, вып. 2 — магистерская диссертация);
- «Материалы по естественной истории паразитических перепончатокрылых» («Известия Императорского общества любителей естествознания», т. LXXXV).

### Пчеловод
Уже в 1885 году в «Известиях Общества любителей естествознания, антропологии и этнографии» Н. М. Кулагин опубликовал сразу три статьи: «О развитии рационального пчеловодства в Смоленской губернии», «Об улье галлицких пчеловодов» и «О статье Гравенгорста, касающейся вопроса применения электричества к целям пчеловодства». Уже в них довольно отчётливо обозначилась принципиальная позиция автора на пчеловодство и пути его развития. В январе 1886 года организаторами Первой передвижной плавучей выставки пчеловодства был создан организационный комитет, в который вошёл и Н. М. Кулагин. Он вместе с профессором И. А. Каблуковым разработал программу лекций, докладов и учебных занятий, принял в её работе самое активное участие, за что был отмечен Малым жетоном Общества акклиматизации. В 1887 году получил золотую медаль Общества любителей естествознания, антропологии и этнографии.
В начале июля 1896 года в Московском зоологическом саду состоялось открытие Третьей передвижной выставки пчеловодства, которую возглавил профессор Н. М. Кулагин. Когда Кулагин стал заведовать кафедрой в Московском сельскохозяйственном институте, своей учёной и экспериментальной базой он сделал институтскую учебно-опытную пасеку. Ульи разных систем — от колоды до лангстротов и даданов, стояло на ней и жили в них пчёлы разных пород, в том числе специально для Кулагина присланные из США А. Е. Титовым, изучавшим там промышленное пчеловодство. Пасека способствовала и распространению пчеловодных знаний среди населения, чему Н. М. Кулагин придавал особое значение. Она, как и Измайловская пасека, всегда была открыта для посетителей, которые получали здесь квалифицированную консультацию. Основатель музея пчеловодства, который носит его имя.
С 1902 года Кулагин стал главным редактором «Русского пчеловодного листка», основанного А. М. Бутлеровым. В 1905 году был одним из организаторов и председателем Всероссийского съезда пчеловодов в Москве, в 1909 году — председатель Киевского съезда. В 1910 году участвовал в первом Всеславянском съезде пчеловодов в Софии. В то же время был избран главным председателем Всеславянского союза пчеловодов. В 1911 году в Белграде участвовал во втором Всеславянском съезде пчеловодов. В 1912 году руководил работами третьего Всеславянского съезда пчеловодов в Москве.
Позднее он непрерывно вел работу по пчеловодству как литературную, так и научно-исследовательскую, написав более 30 статей и книг по пчеловодству. Среди них:
- монография «Современное положение вопроса о русском воске»
- «Кормление пчел»
- «Роение пчел» и другие